# Ptiloris victoriae
El ave del paraíso de Victoria o ave fusil de la reina Victoria (Ptiloris victoriae) es una especie de ave paseriforme de la familia Paradisaeidae nativa de la meseta Atherton, región del noreste de Queensland, Australia, donde reside todo el año. Fue descubierto por John Macgillivray para John Gould en 1848, debe su nombre a la reina Victoria del Reino Unido.
Es una especie común en su área de distribución y está clasificada como de preocupación menor en la Lista Roja de Especies Amenazadas de la UICN. También está listado en el Apéndice II de la CITES.